# Южно-Российский институт управления
Южно-Росси́йский институ́т управле́ния — филиал Российской академии народного хозяйства и государственной службы при Президенте Российской Федерации"  (Южно-Российский институт управления — филиал РАНХиГС) — высшее учебное заведение в городе Ростове-на-Дону Ростовской области .

## История

### СССР
Фактической датой создания вуза можно считать 1921 г., когда на X съезде РКП (б) было решено создать советско-партийные школы с ускоренным сроком обучения. В течение следующих 10 лет были открыты высшие коммунистические хозяйственные школы в гг. Ростове, Краснодаре, Таганроге и др., где основам марксизма-ленинизма обучали руководящих работников районного звена в промышленной сфере. Координация деятельности таких школ осуществлялась местными партийными органами и не носила системный характер. Первым официально зафиксированным приёмом считается зачисление на курсы в г. Ростове-на-Дону «с целью повышения уровня правовых и иных знаний» в мае 1931 г. 49 работников Северо-Кавказской краевой контрольной комиссии. С этого момента начинается регулярная работа по обучению представителей партийной номенклатуры.
В 1937 году в Ростовской области была образована система партийно-политической подготовки руководящих кадров. 17 февраля 1941 г. Ростовский обком ВКП(б) принимает решение об организации областных партийных курсов. Но к реализации этих планов удалось вернуться лишь после Великой Отечественной войны, поскольку многие преподаватели и слушатели ушли на фронт. В годы Великой Отечественной войны потребность в гражданских управленческих кадрах возросла. В феврале 1943 г. был освобожден Ростов. А 17 апреля 1943 года в г. Новочеркасске начинают работу областные партийные курсы повышения квалификации.
21 октября 1943 года Бюро Ростовского Обкома ВКП(б) принимает решение о переводе Ростовских областных партийных курсов (РОПК) в г. Ростов-на-Дону а 26 июля 1944 г. об их реорганизации в Ростовскую областную партийную школу (РОПШ) с годичным сроком обучения. Основные предметы: «История народов СССР», «Конституция СССР», «Международные отношения и внешняя политика СССР», «Партийное строительство», «Пропаганда и агитация», «Русский язык и литература», «Закон о пятилетнем плане восстановления и развития народного хозяйства».
В 1947 г. РОПШ переходит на 2-х годичное обучение. В школе 17 преподавателей, в том числе профессор М. И. Клочков, доцент А. И. Герасимов, доцент Д. И. Евсеев, доцент М. М. Кривин, доцент А. С. Силин. К октябрю 1950 года школу окончили 554 партийных и советских руководителя, включая 168 секретарей городских и районных комитетов КПСС, а также председателей исполнительных комитетов. В июле 1956 года Ростовская областная партийная школа была преобразована в Межобластную высшую партийную школу (МВПШ). Был составлен новый, четырёхлетний цикл обучения, где исторические дисциплины занимали 18 %, экономические — 53 %,а партийное строительство — 5 % учебного времени. Школа переезжает в новое здание, построенное по проекту архитектора Г. А. Петрова(совместно с Н. Г. Худовертовым) в 1953-1956 гг.
В 1971 г. программа обучения была переакцентирована на изучение марксизма-ленинизма, исторического опыта КПСС, принципов партийного и государственного руководства, процессов перерастания социализма в коммунизм. В том числе, на изучение основ политической работы (партийная пропаганда, социальная идеология и педагогика в партийной работе, вопросы культурного строительства и т. д.).
В партшколе работали профессор В. Г. Игнатов, профессор В. В. Модестов — заведующий кафедрой истории КПСС, профессор М. Г. Габриэли — заведующий кафедрой политэкономии, доцент И. М. Крикуленко — заведующий кафедрой партийного строительства, доцент В. А. Аристов — заведующий кафедрой экономики промышленности, доктор Н. Ф. Макаров — заведующий кафедрой экономики с/х производства, к.н. К. Ф. Луганский — заведующий кафедрой журналистики и русского языка.
27 марта 1991 г. Ростовская высшая партийная школа преобразуется в Северо-Кавказский социально-политический институт (СКСПИ) ЦК КП РСФСР. Начинается переориентация её работы на подготовку управленческих кадров для работы в условиях переходного периода.

#### История наименований в период СССР
- апрель 1943 г. — Ростовские областные партийные курсы повышения квалификации (РОПК)
- октябрь 1943 г. — Ростовская областная партийная школа (РОПШ)
- июль 1956 г. — Межобластная высшая партийная школа (МВПШ)
- январь 1988 г. — Ростовская высшая партийная школа (РВПШ)
- март 1991 г. — Северо-Кавказский социально-политический институт (СКСПИ)

### Россия
В декабре 1991 г. СКСПИ был переведён в ведение Администрации Президента РФ, в январе 1992 г. состоялось преобразование — в Северо-Кавказский кадровый центр (СККЦ) при Главном управлении по подготовке кадров для государственной службы при Правительстве РФ. В 1992 году происходит разделение обучающей структуры ВУЗа на факультет государственного и муниципального управления и факультет заочного обучения. Их создание позволило обеспечить преемственность опыта и одновременно начать обучение руководителей для работы в условиях переходной экономики. В 1993 г. основан факультет переподготовки кадров по направлению «Государственное и муниципальное управление».
В 1994 г. был создан международный образовательный центр «ИНТЕРРОСТ», учредителями которого стали Российская торгово-промышленная палата, Донкомбанк и т. д. Открыта аспирантура по 6 специальностям. Для реализации краткосрочных курсов повышения квалификации был создан Центр повышения квалификации кадров управления. СККЦ был определён как базовое учебное заведение на Юге России, призванное содействовать ускоренному формированию квалифицированного предпринимательского сообщества.
С мая 1995 года СККЦ стал называться Северо-Кавказской академией государственной службы (СКАГС). В этом же году начинается формирование системы филиалов и представительств:
- 1997 г. — создан филиал в г. Пятигорске (директор — Малахова Г. Н.),
- 1998 г. — создан филиал в г. Краснодаре (директор — Шевченко И. В.),
- 1999 г. — создан Адыгейский филиал в г. Майкопе (директор — Химишев К. М.),
- 2000 г. — создан филиал в г. Ставрополе (директор — Васильев Ю. В.),
- 2001 г. — созданы филиал в г. Махачкале (директор — Гасанов А. Т.), представительство в г. Магасе (директор Абиров М. С.), представительство в Туапсинском районе Краснодарского края (директор — Вердиев Д. М.), представительство в г. Владикавказе (директор — Саблиева З. И.), представительство в г. Черкесске (директор — Попова Е. В.),
- 2004 г. — создано представительство в г. Волгодонске (директор — Рунов В. А.).

В 1996 г. начинается создание системы непрерывного образования: открывается Ростовский юридический колледж СКАГС, Колледж экономики и управления СКАГС, профильные классы в школах г. Ростова-на-Дону.
В 1997-1998 гг. созданы три диссертационных совета: по юридическим, экономическим и политическим наукам.
В 1997 г. начинает издаваться научный журнал «Северо-Кавказский юридический вестник».
В 2000 г. начинается издание журнала «Государственное и муниципальное управление. Учёные записки».
В 2001 г. открыта докторантура по 5 научным специальностям.
В 2001 г. учреждено Южное отделение Института государства и права Российской академии наук, начавшее работу на базе СКАГС. Научная работа ведётся в рамках более чем 10 научных школ.
В 2003 г. основан факультет Налогообложения и менеджмента, открыт юридический учебный полигон (место стажировки будущих выпускников-юристов).
В 2004 г. Академия получает аккредитационный статус ФГОУ ВПО.
В 2005 г. факультет заочного обучения вошел в структуру факультета государственного и муниципального управления, сделав его крупнейшим подразделением ВУЗа, на котором обучается почти половина всех студентов.
В 2005 г. ВУЗ привлечен к реализации сети многофункциональных центров предоставления государственных и муниципальных услуг в качестве разработчика ПО (победитель федерального конкурса «Лучшие 10 IT-проектов для госсектора») и центра по подготовке кадров.
В 2008 г. создан модельный полигон МФЦ на базе Института.
20 сентября 2010 года СКАГС на правах обособленного структурного подразделения присоединяется к Академии народного хозяйства при Правительстве РФ, как Южно-Российский институт РАНХиГС. К моменту объединения СКАГС занимала 4 место в рейтинге лучших вузов России, готовящих специалистов для государственной службы, уступая только РАГС, СЗАГС и МГИМО. В том же году СКАГС становится победителем федерального конкурса «Лучшие 10 IT-проектов для госсектора» в номинации «Лучший проект по переводу в электронный вид государственных услуг в сфере труда и занятости».
В 2014 году Южно-Российский институт был переименован в Южно-Российский институт управления Российской академии народного хозяйства и государственной службы при Президенте РФ (ЮРИУ РАНХиГС).
В составе Президентской академии была обновлена структура ВУЗа: факультет государственного и муниципального управления был переименован в факультет управления, которому были переданы все реализуемые программы управленческого профиля. Ростовский международный институт экономики был объединён с факультетом налогообложения и менеджмента, в результате был создан факультет экономики, Ростовский юридический институт был преобразован в юридический факультет. Также были созданы факультет политологии и факультет дополнительного профессионального образования, специализирующийся на программах переподготовки и повышения квалификации.
С 2018 г. Институт сотрудничает с Избирательной комиссией Ростовской области в рамках подготовки членов избирательных комиссий с правом решающего голоса.
17 декабря 2019 г. «Виртуальный образовательный симулятор для подготовки членов участковых и территориальных избирательных комиссий» занял первое место в номинации «Лучший проект в социальной сфере» в рамках регионального конкурса ИТ-проектов. Планируется создание модельного полигона избирательного участка совместно с Избирательной комиссией Ростовской области.
Также на базе вуза на разных этапах развития действовали следующие полигоны:
- 1994 г. — Международный образовательный центр «ИНТЕРРОСТ»;

- 1999 г. — Центр развития ипотечного кредитования;

- 2003 г. — Юридический учебный полигон «Юридическая клиника»;

- 2006 г. — Инновационно-аналитический центр «ВЭД-Инвест»;

- 2007 г. — Центр подготовки налоговых консультантов;

- 2008 г. — Полигон «Многофункциональный центр предоставления государственных и муниципальных услуг»;

- 2010 г. — Полигон «Управление государственными и муниципальными заказами»;

- 2016 г. — Полигон оценки профессионально-личностных компетенций управленческих кадров.

## Образовательный процесс
По состоянию на 2020 год ЮРИУ состоит из 5 факультетов и 19 кафедр, где проходят обучение 2350 студентов, в том числе 1411 на бакалаврских и магистерских формах обучения. Ещё 5 596 слушателей проходят программы дополнительного профессионального образования.
Основными направлениями деятельности ЮРИУ являются:
- подготовка специалистов с высшим образованием в области государственного и муниципального управления, внешнеэкономической деятельности и юриспруденции;
- повышение квалификации руководителей и специалистов органов государственной власти на Юге России, Северном Кавказе и в Центральном Черноземье;
- подготовка научно-педагогических кадров через аспирантуру и соискательство;
- фундаментальные и прикладные научные исследования в области государственного управления;
- информационно-аналитическое обеспечение государственной службы региона;
- анализ и оценка эффективности деятельности региональных органов власти;
- развитие в регионе кадровой инфраструктуры, включая научные, учебные, аналитические, информационные, консультативные и иные учреждения и организации.

## Структура

### Факультеты
- Факультет управления
- Факультет экономики
- Юридический факультет
- Факультет политологии
- Факультет дополнительного профессионального образования

### Кафедры
- Административного и служебного права
- Государственного и муниципального управления
- Гражданского и предпринимательского права
- Иностранных языков и речевых коммуникаций
- Информационных технологий
- Конституционного и муниципального права
- Международных экономических отношений
- Менеджмента
- Налогообложения и бухгалтерского учета
- Политологии и этнополитики
- Процессуального права
- Социологии
- Теории и истории права и государства
- Уголовно-правовых дисциплин
- Физвоспитания
- Философии и методологии науки
- Экономики, финансов и природопользования
- Экономической теории и предпринимательства

### Структурные подразделения
- Лаборатория проблем повышения эффективности государственного и муниципального управления
- Центр международного сотрудничества
- Инновационно-технологический центр
- Учебно-научный центр
- Центр правовых исследований
- Центр развития карьеры и молодежной политики
- Информационно-аналитический центр
- Центр научно-образовательной политики
- Центр международного сотрудничества
- Факультет дополнительного профессионального образования

## Научная работа
- Экспертная поддержка региональных органов власти в подготовке нормативных актов, совершенствование систем управления, разработка научных основ региональной кадровой политики и механизмов её реализации;
- Научно-исследовательская работа в рамках проведения административных реформ в Ростовской области;
- Повышение эффективности аппаратов государственного управления и местного самоуправления в регионах Юга России и Северного Кавказа;
- Проектирование и развитие МФЦ в Ростовской области, включая разработку программного обеспечения и подготовку управленческих кадров для обеспечения деятельности МФЦ в 10 регионах России;
- Создание минералогической карты Южного Верхоянья[12] и открытие уникального единственного в мире алабандинового месторождения[13];

- Подготовка и публикация учебных пособий, исследований и монографий, связанных с проблемами государственного и муниципального управления, корпоративного менеджмента, экономики, юриспруденции и политологии;
- Подготовка научно-педагогических кадров высшей квалификации в аспирантуре и докторантуре, обеспечения работы диссертационных советов;
- Социологические исследования и исследования вопросов социальной психологии;
- Составление Антологии памятников права народов Кавказа;
- Основание и обеспечение работы Ростовской научной элитологической школы по изучению региональных административно-политических элит;
- Проведение научных мероприятий, в том числе Всероссийского элитологического конгресса, конференций «Противодействие коррупции на государственном и муниципальном уровне в современной России», «Противодействие идеологии терроризма», «Местное самоуправление в условиях глобальных вызовов современной России», «Молодёжная инициатива» и др. (более 50 мероприятий ежегодно).

Развитие научных школ института осуществляется по следующим направлениям:
- механизмы повышения качества государственных и муниципальных услуг и оптимизации управленческих процессов;
- эффективность государственной власти;
- региональные политические элиты России в современном политическом процессе;
- управление социально-экономическими процессами в регионе: стратегия, институты, механизм;
- философские инновации: концепция, репрезентация в современном познании и в социальной практике;
- проблемы повышения эффективности юридической деятельности;
- методики анализа полномочий, расчёта штатной численности и разработки организационных структур органов государственной власти и местного самоуправления;
- методики оценки профессиональных и личностных качеств государственных гражданских служащих;
- аналитические разработки по оптимизации процессов оказания государственных и муниципальных услуг;
- стратегические программы социально-экономического развития территорий;
- методические инструментарии в сфере реализации государственной кадровой политики;
- подходы к совершенствованию системы работы с резервами управленческих кадров;
- концепции создания в Ростовской области «IT-парка» и «Центра управления жизненными ситуациями»;
- программные модули развития информационной системы «МФЦ»;
- промо-версии информационных систем «Электронный гражданин» и «Электронный регион»;
- портал дистанционного обучения государственных и муниципальных служащих;
- портал резерва управленческих кадров.

## Руководители
- А. П. Синцов (1944—1951)
- Д. Я. Соколова (1951—1952)
- А. С. Багрова (1952—1956)
- И. Н. Замураев (1956—1965)
- И. И. Заметин (1965—1973)
- В. В. Передельский (1973—1978)
- Г. П. Предвечный (1978—1983)
- М. Е. Тесля (1983—1987)
- В. Г. Игнатов (1987—2008)
- В. В. Рудой (2008—2015)
- О. В. Локота (2015—2020)
- В. В. Рудой (2020 — н.в.)

## Члены преподавательского состава
- Сафронов, Анатолий Александрович
- Дудукалов, Егор Владимирович (декан факультета управления)
- Героева, Юлия Алексеевна (доцент кафедры экономической теории и предпринимательства)
- Рудой, Василий Владимирович (ректор СКАГС, директор ЮРИУ РАНХиГС)
- Казанцев, Виктор Германович (проректор СКАГС)
- Баранов, Павел Петрович (зав. кафедрой)
- Овакимян, Михаил Амиранович (зав. кафедрой государственного и муниципального управления)
- Бугаян, Илья Рубенович (профессор)

## Известные выпускники
- Рудой, Василий Владимирович
- Степанова, Зоя Михайловна
- Неярохина, Зинаида Васильевна
- Петренко, Валентина Александровна
- Берестовой, Виктор Иванович
- Тхаркахов, Мухарбий Хаджиретович
- Крохмаль, Виктор Васильевич
- Шихсаидов, Хизри Исаевич
- Харитонов, Евгений Михайлович
- Назаров, Иван Степанович
- Громов, Владимир Прокофьевич
- Павлятенко, Геннадий Владимирович
- Михайлов, Александр Николаевич
- Кошева, Виолетта Константиновна
- Рыжков, Василий Трофимович
- Демчук, Николай Васильевич
- Федорко, Фёдор Петрович
- Бетин, Олег Иванович
- Кадохов, Валерий Тотразович
- Кондратенко, Николай Игнатович
- Марьяш, Ирина Евгеньевна
- Шлык, Сергей Владимирович
- Никулина, Евдокия Андреевна
- Сафронов, Анатолий Александрович
- Добаев, Игорь Прокопьевич
- Перминов, Сергей Николаевич
- Беспаленко, Павел Николаевич
- Мельников, Виктор Павлович
- Тетерин, Иван Михайлович
- Дяченко, Игорь Алексеевич
- Дроздов, Илья Юрьевич
- Батталов, Магомедрасул Вагидович
- Казаноков, Крым Олиевич
- Захарченко, Дмитрий Викторович
- Василенко, Вячеслав Николаевич
- Дерябкин, Виктор Ефимович
- Бездольный, Сергей Леонидович
- Иванов, Сергей Павлович
- Иванников, Иван Андреевич